# Барон Дарси из Найта

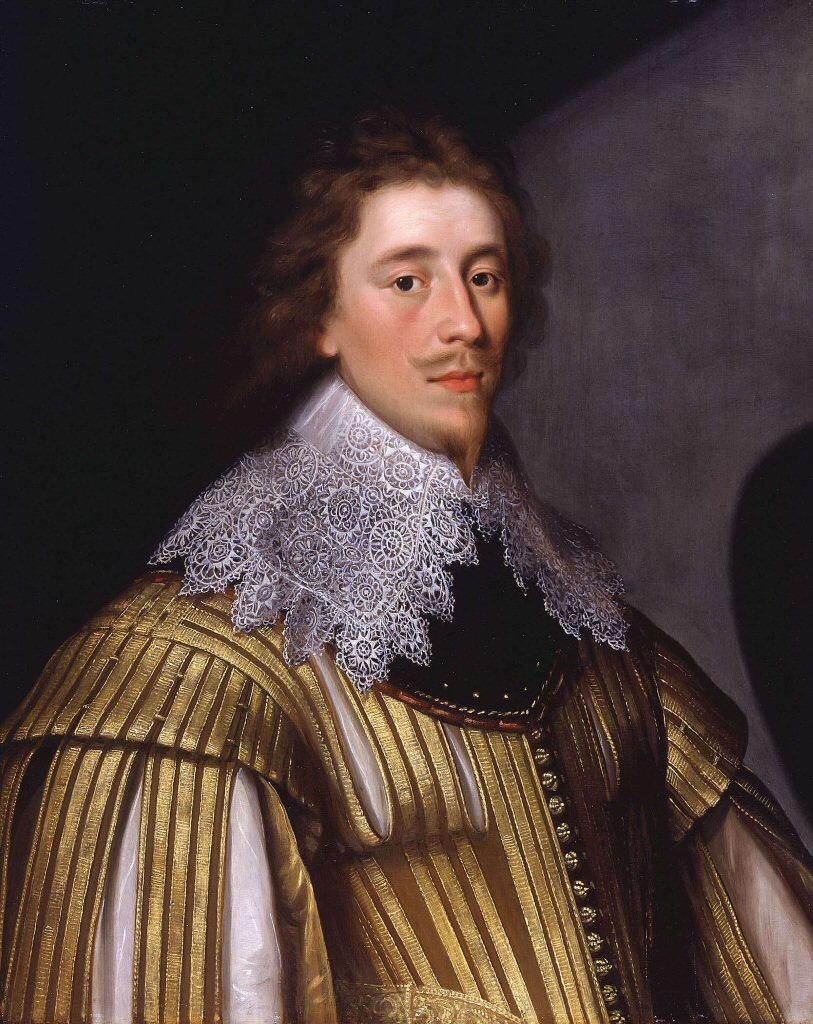
Коньерс Дарси, 1-й граф Холдернесс, 8-й барон Дарси из Найта (1598—1689)

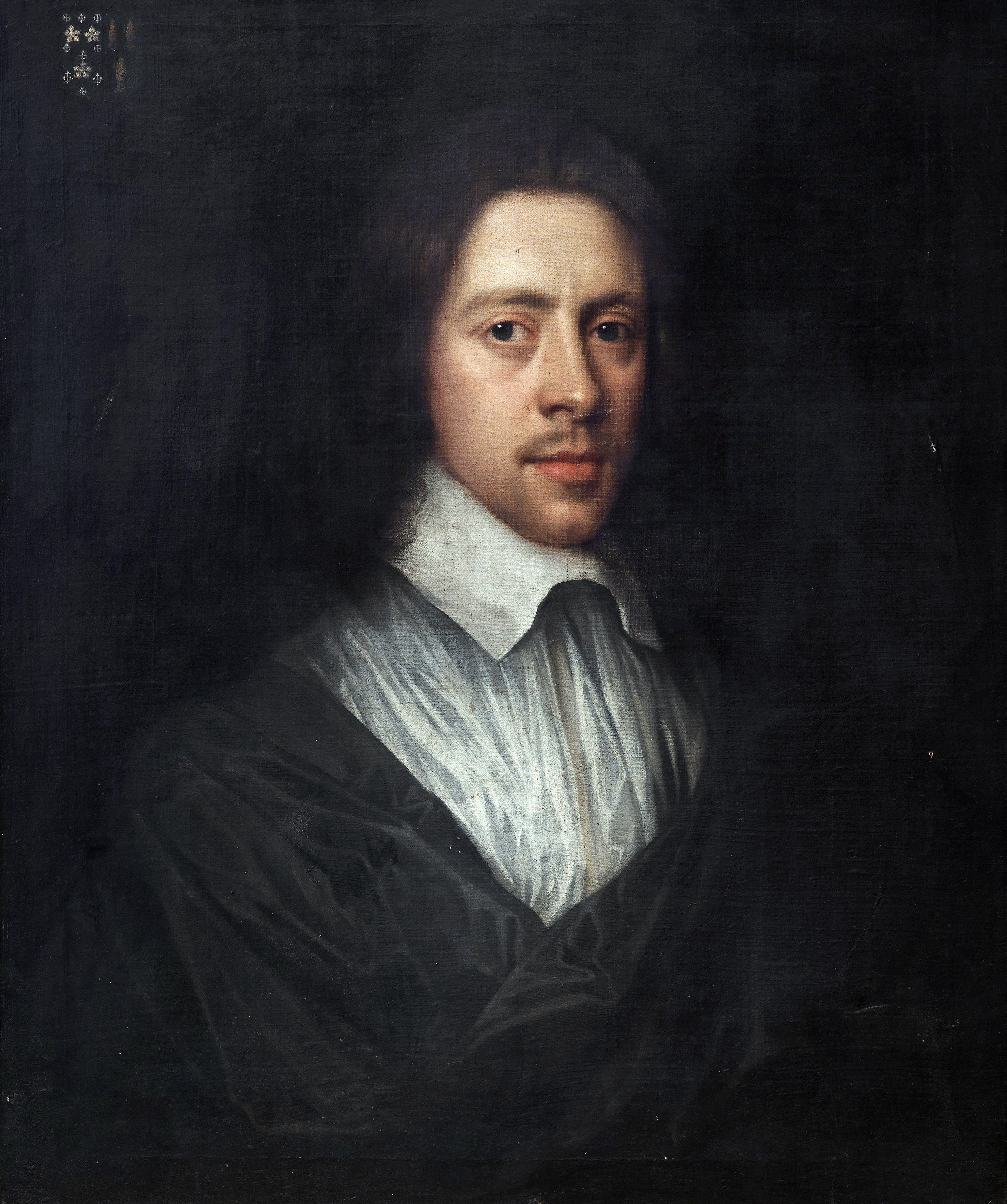
Коньерс Дарси, 2-й граф Холдернесс, 9-й барон Дарси из Найта (1681—1722)

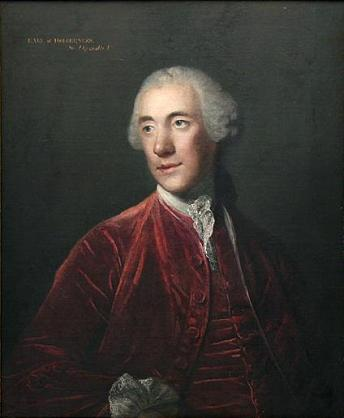
Роберт Дарси, 4-й граф Холдернесс, 11-й барон Дарси из Найта (1718—1778)

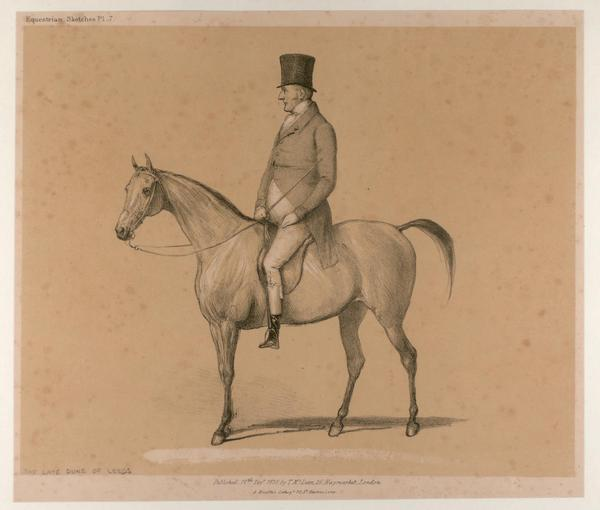
Джордж Осборн, 6-й герцог Лидс, де-юре 13-й барон Дарси де Найт (1775—1838)

Барон Дарси из Найта — аристократический титул в системе пэрства Англии.

## История
Титул барона Дарси из Найта был создан 27 января 1332 года для Джона Дарси (около 1290—1347). В 1418 году, после смерти Филиппа Дарси, 6-го барона, титул барона Дарси из Найта попал в состояние ожидания. В 1641 году баронский титул был восстановлен для Коньерса Дарси, 4-го барона Коньерса (1570—1654). Его сын и преемник, Коньерс Дарси, 8-й барон Дарси из Найта (1598/1599 — 1589), получил титул графа Холдернесса (1682).
В 1778 году, после смерти Роберта Дарси, 4-го графа Холдернесса, 11-го барона Дарси из Найта, титул графа вернулся короне, а баронский титул унаследовала его единственная дочь Амелия, 12-я баронесса Дарси из Найта (1754—1784). Она вышла замуж за Фрэнсиса Осборна, 5-го герцога Лидса (1751—1799). Ей наследовал в 1784 году её старший сын, Джордж Уильям Фредерик Осборн, 6-й герцог Лидс (1775—1838), который стал де-юре 13-м бароном Дарси из Найта. В 1859 году после смерти его сына, Фрэнсиса Годольфина Д’Арси-Осборна, 7-го герцога Лидса, 14-го барона Дарси из Найта, баронство унаследовал его племянник, Саквилл Лейн-Фокс, де-юре 15-й барон Дарси из Найта. После смерти последнего в 1888 году баронский титул оказался в неопределенном состоянии. В 1903 году баронессой стала младшая дочь Лейна-Фокса Вайолет Ида Эвелин (1865—1929), супруга Джорджа Герберта, 4-го графа Поуиса.

## Бароны Дарси из Найта (1332)

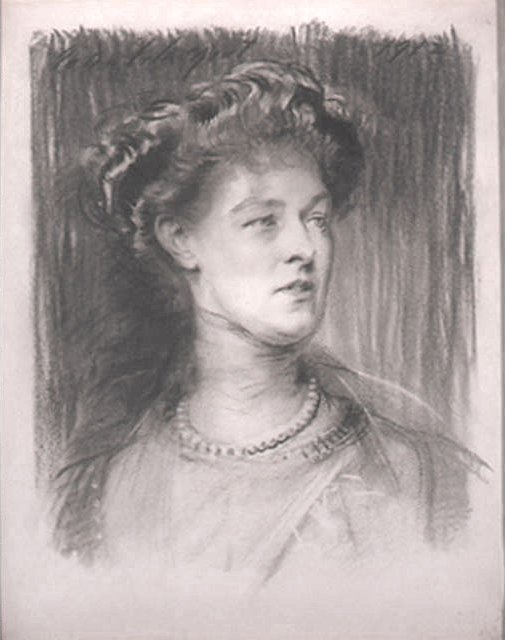
Вайолет Ида Эвелин Герберт, 16-я баронесса Дарси де Найт (1865—1929), 1910—1914 годы

- 1332—1347: Джон Дарси, 1-й барон Дарси из Найта (около 1290 — 30 мая 1347), сын сэра Роджера Дарси;
- 1347—1356: Джон Дарси, 2-й барон Дарси из Найта (1317 — 5 марта 1356), сын предыдущего;
- 1356—1362: Джон Дарси, 3-й барон Дарси из Найта (24 июня 1351 — 6 августа 1362), старший сын предыдущего;
- 1362—1398: Филипп Дарси, 4-й барон Дарси из Найта (21 мая 1341 — 24 апреля 1398), младший брат предыдущего;
- 1398—1411: Джон Дарси, 5-й барон Дарси из Найта (1376 — 9 декабря 1411), единственный сын предыдущего;
- 1411—1418: Филипп Дарси, 6-й барон Дарси из Найта (1397 — 16 января 1418), старший сын предыдущего;
- 1641—1654: Коньерс Дарси, 7-й барон Дарси из Найта (27 августа 1570 — 3 марта 1654), сын Томаса Дарси (умер в 1605) и Элизабет Коньерс (умерла в 1572), дочери сэра Джона Коньерса, 3-го лорда Коньерса (ум. 1557);
- 1654—1689: Коньерс Дарси, 1-й граф Холдернесс, 8-й барон Дарси из Найта (24 января 1598/1599 — 14 июня 1689), сын предыдущего;
- 1689—1692: Коньерс Дарси, 2-й граф Холдернесс, 9-й барон Дарси из Найта (3 марта 1621/1622 — 13 декабря 1692), единственный сын предыдущего;
- 1692—1722: Роберт Дарси, 3-й граф Холдернесс, 10-й барон Дарси из Найта (24 ноября 1681 — 20 января 1722), сын достопочтенного Джона Дарси (1659—1688), единственного сына 2-го графа Холдернесса;
- 1722—1778: Роберт Дарси, 4-й граф Холдернесс, 11-й барон Дарси из Найта (17 мая 1718 — 16 мая 1778), единственный сын предыдущего;
- 1778—1784: Амелия Осборн, де-юре 12-я баронесса Дарси из Найта (12 октября 1754 — 26 января 1784), единственная дочь предыдущего;
- 1784—1838: Джордж Уильям Фредерик Осборн, 6-й герцог Лидс, де-юре 13-й барон Дарси из Найта (21 июля 1775 — 10 июля 1838), старший сын предыдущей;
- 1838—1859: Фрэнсис Годольфин Дарси-Осборн, 7-й герцог Лидс, де-юре 14-й барон Дарси из Найта (21 мая 1798 — 12 мая 1859), старший сын предыдущего;
- 1859—1888: Саквилл Джордж Лейн-Фокс, де-юре 15-й барон Дарси из Найта (14 сентября 1827 — 24 августа 1888), старший сын Саквилла Уолтера Лейн-Фокса (1797—1874) и леди Шарлотты Мэри Энн Джорджианы Осборн (1801—1836), племянник предыдущего;
- 1903—1929: Вайолет Ида Эвелин Герберт, 16-я баронесса Дарси из Найта (1 июня 1865 — 29 апреля 1929), младшая вторая) дочь предыдущего, супруга 1890 года Джорджа Герберта, 4-го графа Поуиса (1862—1952);
- 1929—1943: Мервин Горацио Герберт, 17-й барон Дарси из Найта (7 мая 1904 — март 1943), второй (младший) сын предыдущих;
- 1943—2008: Давина Марсия Инграмс, 18-я баронесса Дарси из Найта (10 июля 1938 — 24 февраля 2008), единственная дочь предыдущего, супруга с 1960 года Руперта Джорджа Инграмса (1939—1964);
- 2008 — настоящее время: Каспар Дэвид Инграмс, 19-й барон Дарси из Найта (род. 5 января 1962), единственный сын предыдущих;
  - Наследник: достопочтенный Томас Руперт Инграмс (род. 23 октября 1999), старший сын предыдущего.